# Bỏng ma sát

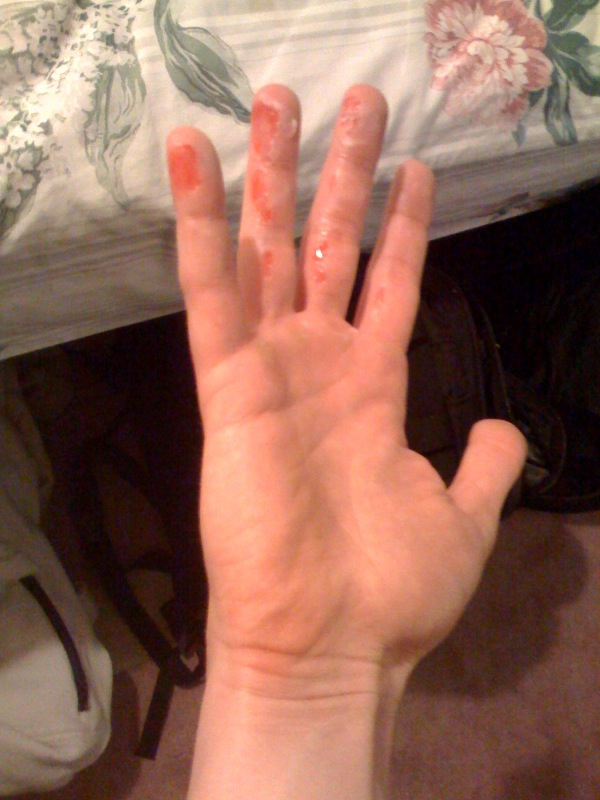
Bỏng ma sát do dây thừng.

Bỏng ma sát là một hình thức mài mòn do ma sát của da cọ xát trên bề mặt. Một vụ bỏng ma sát cũng có thể được gọi là lột da, hoặc một thuật ngữ được đặt tên cho bề mặt gây bỏng như bỏng do dây, bỏng do thảm. Bởi vì ma sát tạo ra nhiệt, trường hợp cực đoan của bỏng ma sát có thể dẫn đến việc bỏng toàn bộ các lớp ngoài của da.
Các lớp da có thể bị bong ra sau khi lớp trên cùng của lớp hạ bì đã bị rách. Điều này thường làm không thoải mái và thậm chí đau đớn, nhưng hiếm khi dẫn đến chảy máu.
Da của một người (hoặc da của người khác) có thể đủ dày để hoạt động như một bề mặt mài mòn để gây bỏng ma sát. Thông thường, ma sát với các bề mặt mài mòn, bao gồm quần áo, thảm, hoặc dây thừng, có thể dẫn đến bỏng do ma sát. Những nơi phổ biến mà ở đó mài mòn giữa da với nhau có thể xảy ra là giữa đùi và dưới nách. Bỏng ma sát rất phổ biến với quần áo như quần trên đầu gối do chơi thể thao hoặc trượt trên bề mặt gỗ.
Bỏng ma sát ít nguy hiểm có thể xảy ra thường xuyên trên các bề mặt da nhạy cảm như bộ phận sinh dục, chẳng hạn như khi quan hệ tình dục hoặc thủ dâm.
Những rủi ro của bỏng ma sát bao gồm nhiễm trùng và sẹo tạm thời hoặc vĩnh viễn.